# 루슬란 카자크바예프

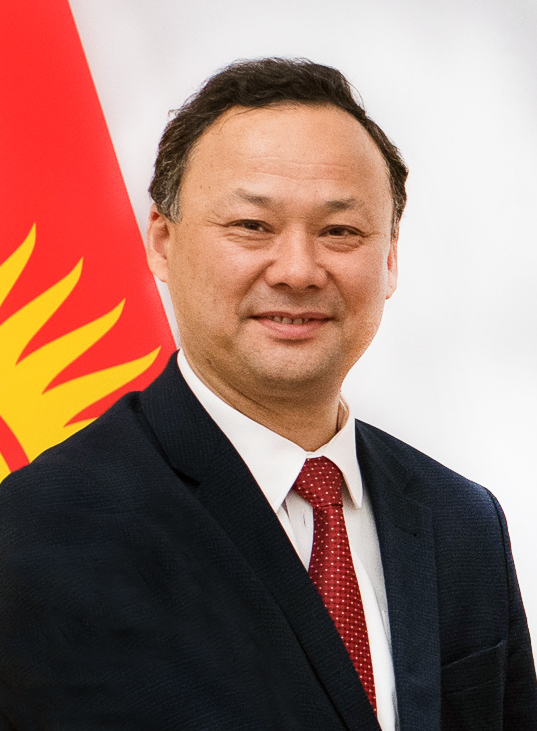

루슬란 아이트바예비치 카자크바예프(러시아어: Руслан Айтбаевич Казакбаев, 1967년 5월 18일 ~)는 키르기스스탄의 정치인이다. 2020년 10월 기준으로 키르기스스탄 외무부 장관을 맡고 있다.